# Типологический метод
Типологический метод — метод систематизации и хронологизации археологических памятников на основе построения типологических рядов, отражающих последовательность изменений для группы вещей (эволюционное ранжирование типов).
Начал разрабатываться в европейской археологии под влиянием эволюционизма со 2-й половины XIX века О. Монтелиусом, а также Х. Гильдебрандом и О. Питт-Риверсом. Основан на классификации древних вещей (оружия, орудий труда, украшений, сосудов и т. п.) по материалу, способу обработки, форме и орнаменту. Вещи одного типа, то есть одного и того же назначения, однородные по виду, но отличающиеся в деталях, размещают в типологические эволюционные ряды, сопоставление которых даёт возможность выявить группы предметов, характерных для определённой эпохи. Типологические ряды строятся также для сооружений, могил и других археологических объектов.
В широком смысле — классификация и операции с классами (типами, таксонами) древних вещей, объектов.